# Делейна
Делейна (болг. Делейна) — село в Болгарии. Находится в Видинской области, входит в общину Брегово. Население составляет 365 человек.

## Политическая ситуация
В местном кметстве Делейна, в состав которого входит Делейна, должность кмета (старосты) исполняет Милен  Цветанов Иванов (Болгарский земледельческий народный союз (БЗНС)) по результатам выборов.
Кмет (мэр) общины Брегово — Милчо Лалов Выков (Болгарская социалистическая партия (БСП)) по результатам выборов.